# Амос-5
«АМОС-5» (англ. AMOS-5) — коммерческий геостационарный телекоммуникационный спутник среднего класса, принадлежащий израильскому спутниковому оператору Spacecom (Space-Communication Ltd.). Спутник изготовлен в ОАО «Информационные спутниковые системы» имени академика М.Ф. Решетнёва» и пополнит существующую группировку телекоммуникационных спутников Амос в точке 17° в. д.
Космический аппарат (КА) предназначен для работы на Африканском континенте и, используя луч C-диапазона высокой мощности и три региональных луча Ku-диапазона, будет обеспечивать DTH телевизионное вещание, телефонную службу, транкинг данных, службы на основе VSAT, передачу видеоинформации, а также обеспечит транспортную сеть для мобильных операторов.

## История и запуск спутника
КА «Амос-5» стал первым международным проектом ОАО ИСС после изготовления спутника Sesat, запущенного в 2000 году. Согласно контракту стоимостью $157 млн, ОАО ИСС должно было разработать и поставить на орбите спутник «Амос-5», а также создать наземный сегмент управления, провести обучение персонала и осуществлять поддержку в процессе эксплуатации. При этом, бортовой ретранслятор и антенны должна была изготовить французско-итальянская компания Thales Alenia Space.
Согласно контракту запуск спутника планировался на начало 2011 года с условием, что спутник пройдет все необходимые проверки, и будет передан заказчику на орбите до конца марта 2011 года. Тем не менее, из-за землетрясения в апреле 2009 года в Италии с эпицентром в городе Л’Акуила, в котором находился завод по изготовлению комплектующих для аппаратуры контрольно-измерительных систем и оборудования полезной нагрузки, запуск был перенесён на июнь 2011 года. Позже, запуск был снова перенесён на конец 2011 года по причине нахождения некондиционных блоков во время проведения тестов спутника.
Запуск спутника был осуществлён с помощью РН Протон-М с разгонным блоком Бриз-М 11 декабря 2011 года. Запуск был произведён с площадки 81 (ПУ № 24) космодрома Байконур совместно с КА Луч-5А.
После прохождения орбитальных тестов, которые включали дегазацию и проверку характеристик транспондеров (коэффициент усиления, амплитудно-частотные характеристики, добротность) и измерения диаграмм направленности антенн, КА «Амос-5» функционировал на орбите без замечаний и менее чем через полтора месяца после запуска стал использоваться по целевому назначению.

## Конструкция
КА «Амос-5» построен на спутниковой платформе Экспресс-1000Н, которая по своим удельным техническим и эксплуатационным характеристикам более чем в два раза превосходит платформу спутников «Экспресс АМ33/44» МСС-767. Одной из особенностей платформы является комбинированная система терморегулирования, где применяется полностью резервированный жидкостный контур. Оборудование платформы размещено на сотопанелях (с внутренним строением пчелиных сот), которые в свою очередь крепятся на изогридную («вафельную») центральную трубу. На спутнике применяются солнечные батареи на основе трёхкаскадных арсенид-галлиевых фотопреобразователей производства ОАО "НПП «Квант» (г. Москва), литий-ионные аккумуляторные батареи Saft VS 180 производства французской компании Saft и стационарные плазменные двигатели СПД-100 производства ОКБ Факел (г. Калининград) для осуществления коррекции по долготе и широте.
Вес спутника на орбите — около 1800 кг и он имеет срок активного существования более 15 лет. Мощность передаваемая полезной нагрузке — 5600 Вт.
Конструкция модуля полезной нагрузки из сотопанелей с встроенными тепловыми трубами и внешним жидкостным контуром спроектирована и изготовлена ОАО ИСС. Телекоммуникационное оборудование было изготовлено и установлено на предприятиях Thales Alenia Space в Тулузе (Франция).
Полезная нагрузка КА «АМОС-5» включает 4 луча:
- один луч C-диапазона с 14-ю транспондерами по 72 МГц и четырьмя транспондерами по 36 МГц. Луч предназначен для работы в Африканском регионе с доступом в Европу и на Ближний Восток. ЭИИМ стволов: 45.5 дБВт, G/T (добротность стволов): 1.0 дБ/К;
- три луча Ku-диапазона с 18-ю транспондерами по 72 МГц. Лучи также предназначены для работы на Африканском континенте с доступом в Европу и на Ближний Восток. ЭИИМ стволов: 52.5—53.5 дБВт, G/T: 7.0 — 8.0 дБ/К[4];

Таким образом достигается возможность прямого обмена данными между Африкой, Европой и Ближним Востоком. Кроме того, по два транспондера по 72 МГц в каждом диапазоне работают в кросс-диапазонном режиме, то есть позволяют трансформировать сигнал из частоты одного диапазона (канал Земля — Спутник) в частоту другого (Спутник — Земля).

### Аварии на спутнике
В октябре 2013 года на спутнике частично вышел из строя блок питания № 2, контролирующий четыре двигателя спутника. Поломка привела к потере контроля над двумя из четырёх двигателей коррекции орбиты КА «Амос-5». Это грозило потерей срока службы спутника по крайней мере на 11 месяцев. После изучения неполадки специалистам удалось найти способ использовать двигатели в обход этой неисправности.
Эта авария стала третьей после двух случившихся ранее: во время первой мощность блока питания № 1 упала на 50%, что вынудило операторов задействовать блок питания № 2. Позже выяснилось что блок питания № 2 поставляет энергию только на четыре из восьми двигателей спутника.
21 ноября 2015 года была потеряна связь со спутником.
15 декабря 2015 года было сообщено об окончательной потере спутника.
Причиной аварии спутника названо короткое замыкание одного из кабелей.